# Jadovno vernietigingskamp
Het Jadovno-vernietigingskamp was een kamp in Kroatië (NDH) tijdens de Tweede Wereldoorlog. Het werd geleid door Juco Rukavina en was het eerste van 26 kampen in de NDH. Verscholen in natuurgebieden ten westen van het stadje Gospić, werden er tussen mei en augustus 1941 duizenden Serviërs en Joden gedood. De meesten werden gedood door hen in natuurlijke putten en ravijnen te duwen. Het kamp werd gesloten op 21 augustus 1941 toen een Italiaanse bezettingsmacht dit deel van Kroatië bereikte. Het Ustaša-regime kon hun zuiveringsbeleid echter voortzetten in de noordoostelijke helft van het land, waar een Duitse bezetting werd gestationeerd. Jadovno werd vervangen door het grotere kampcomplex bij Jasenovac. Het zuiveringsbeleid hield in om van de ongeveer 1 miljoen (Orthodoxe) Serviërs die in de NDH woonden, een derde deel te elimineren, een derde deel te bekeren tot het katholicisme en een derde deel te verdrijven naar Servië. Jadovno ging van start in mei 1941, een half jaar voor de Duitsers de Wannseeconferentie betreffende het elimineren van Joden hielden.

## Locaties
Het complex bestond uit een aantal locaties:
- Bij het station van Gospić bevond zich een bestaande gevangenis die als eerste opvang diende.
- Het grootste kamp Jadovno was nabij het dorp Trnovac, ruim 10 km ten westen van Gospić. Dit kamp wordt ook Velebit genoemd naar het gelijknamige natuurgebied. Het werd gebouwd in de eerste dagen van het bestaan van de NDH en was in gebruik van half april tot 21 augustus 1941.
- Op het eiland Pag lagen twee kampen: Slana voor mannen, Metajna voor vrouwen en kinderen. Ze waren in gebruik van 25 juni tot 19 augustus 1941.

## Geschiedenis

### Achtergrond
Op 6 april 1941 vielen de asmogendheden het koninkrijk Joegoslavië binnen. Hierna werd de Onafhankelijke Staat Kroatië (vaak NDH genoemd, Nezavisna Država Hrvatska) opgericht op 10 april 1941.
De nationalistische Kroaat en fascist Ante Pavelić, die in Italië in ballingschap had gezeten, werd aangesteld als Poglavnik ("leider") van de door Ustaša geleide NDH. De NDH combineerde vrijwel geheel tegenwoordig Kroatië, Bosnië en Herzegovina en delen van Servië in een "Italiaans-Duits protectoraat". De NDH voerde vervolgens genocidaal beleid uit tegen de Servische, Joodse en Romabevolking die in de nieuwe staat woonde. Dat gebeurde vooral in het gedeelte waar Duitse troepen waren gelegerd. De asmogendheden hielden tijdens het bestaan van de NDH aldaar bezettingstroepen gestationeerd, de Italianen in het zuidwestelijk deel, de Duitsers in het noordoosten. Het dagelijks bestuur bestond echter vrijwel uitsluitend uit Kroaten.
De vervolging begon met een verbod ingaande 25 april 1941 op het gebruik van het cyrillisch schrift en Servisch-orthodoxe scholen werden gesloten. Joden werd verplicht een armband met davidsster te dragen met het woord "Jood" in twee talen: Jude en Židov.

### Functioneren

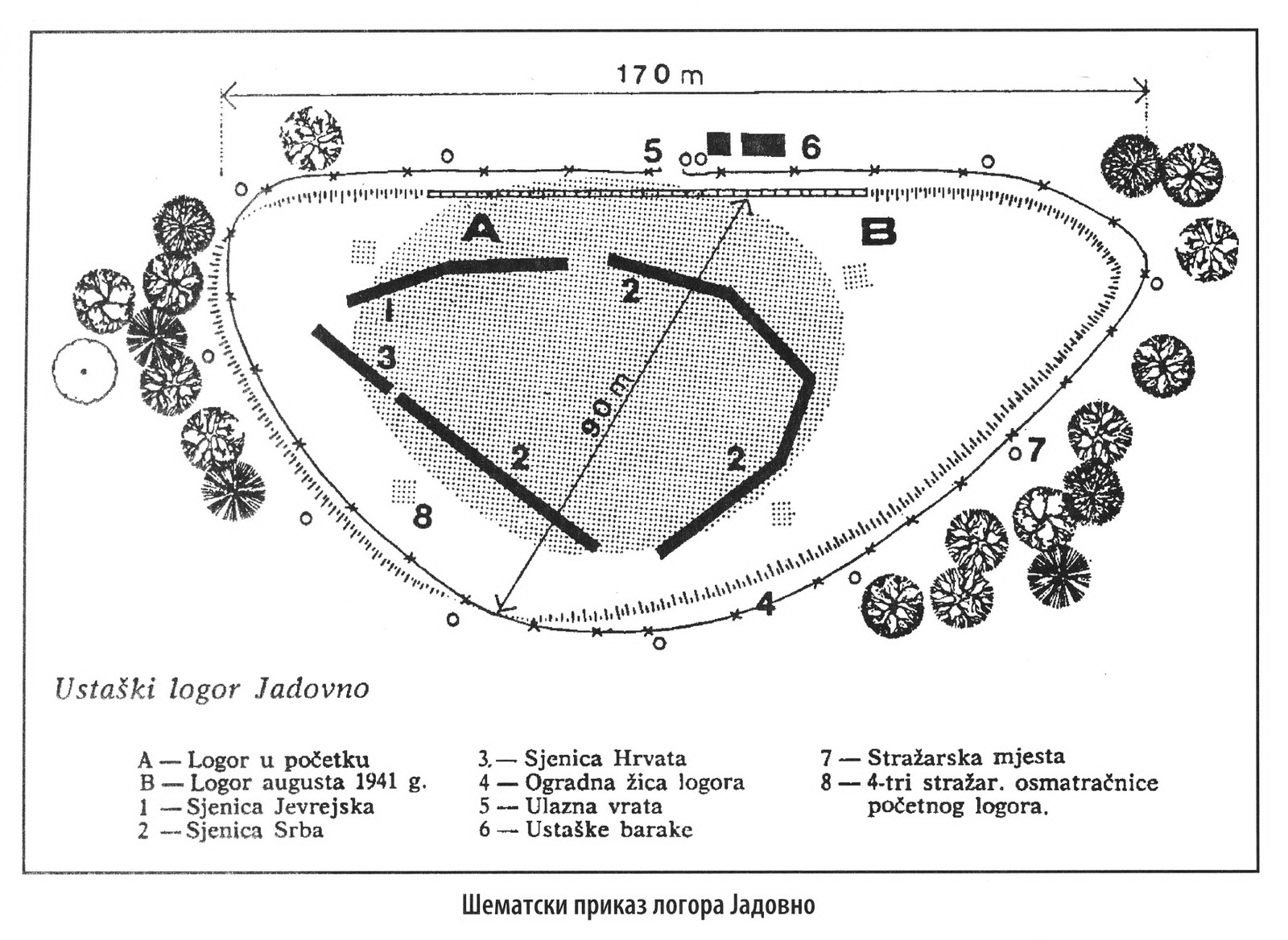
Plattegrond van het kamp. Het uit de weg ruimen van Serviërs blijkt de meeste capaciteit in te nemen. 1=prieel voor Joden; 2=voor Serviërs; 3=voor Kroaten

Het vernietigingskamp Jadovno werd gebouwd tussen 11 en 15 april 1941, direct na oprichting van de NDH. Commandant werd de Ustaša Juco Rukavina. Het was het eerste van 26 concentratiekampen in Kroatië. Het gebied werd mogelijk gekozen wegens de grotten en putten in de bodem die tot 90 meter diep waren, waarin men slachtoffers kon dumpen. Het station van Gospić maakte de aanvoer van gevangenen mogelijk.
Bekende gevangenen in Jadovno waren de Joodse burgemeester van Koprivnica, Ivica Hiršl, en de Joodse communist Aleksandar Savić.
Het kamp zelf was door de terreingesteldheid moeilijk toegankelijk. Het diende vooral als tijdelijke verblijfplaats onderweg naar de ravijnen en was niet voorzien van slaapbarakken.
Op 1 km afstand bevond zich de Šaran-put, een andere lag op 5 km van het kamp. Een van de toegepaste executiemethoden was om een aantal gevangenen in een rij aan elkaar vast te binden. De voorsten werden meestal neergeslagen, soms doodgeschoten, waarna ze naar beneden werden geduwd, de anderen meeslepend. Enkele granaten werden nageworpen. De slachtoffers waren vooral Serviërs, daarnaast Joden en Roma, en dissidente Kroaten.

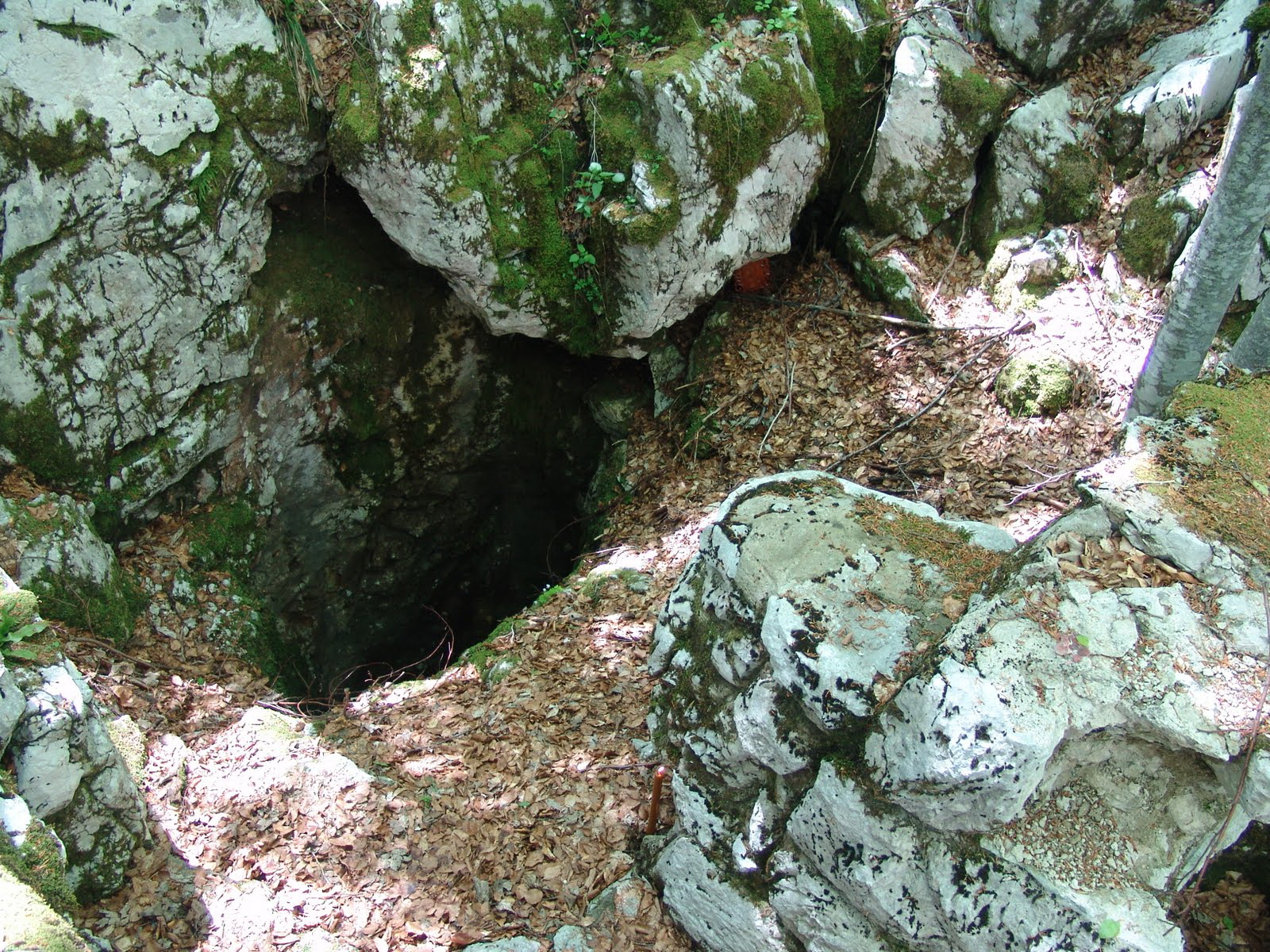
De beruchte Šaran-Schlucht

Eind juni bracht de Ustaša enkele honderden Joodse families uit Zagreb naar Jadovno. Hierna werd het kamp bezocht door Vjekoslav Luburić, hoofd van alle Kroatische kampen. Hij begon zijn bezoek met het doorsnijden van de keel van een 2-jarig Joods kind. Daarna moest een bewaker een ander kind met zijn voet doden.
Op het eiland Pag in de Adriatische Zee werden de doden ook begraven in massagraven, of in zee gegooid. Beide kampen aldaar werden 19 augustus 1941 gesloten nadat de Italianen het eiland bezet hadden. Enkele dagen na het vertrek van de Ustaša werden lichamen door de Italianen opgegraven en verbrand, om verspreiding van ziekten tegen te gaan. De Italiaanse arts Dr. Stazzi verklaarde dat 791 lichamen werden verbrand. De Ustaša Luka Barjasic stelde dat ze op Pag 6500 mannen, vrouwen en kinderen hadden gedood, meestal met hamers en messen.
Jadovno werd op 21 augustus 1941 verlaten toen de Italianen hun bezettingszone verder hadden uitgebreid. Niet duidelijk is of Kroatië overwoog dat de geplande genocide geen Italiaanse instemming zou hebben en ze eigener beweging tot sluiting overgingen; mogelijk verzochten de Italianen om sluiting omdat ze klaagden over en geschokt waren door de misdaden van de Ustaša. Een laatste groep van 2100 gevangenen, die door de komst van de Italianen niet meer geliquideerd konden worden, werd in veewagens vervoerd naar Jastrebarsko en het nieuwe kamp Jasenovac waar ze de eerste bewoners werden, nog voor de openstelling ervan. In dit deel van Kroatië, dat door de Duitse Wehrmacht werd bezet, kon de Ustaša hun gang blijven gaan. De wreedheden die tegenover de Servische bevolking werden toegepast, schokten ook de Duitsers, die echter niet ingrepen.

## Aantal slachtoffers

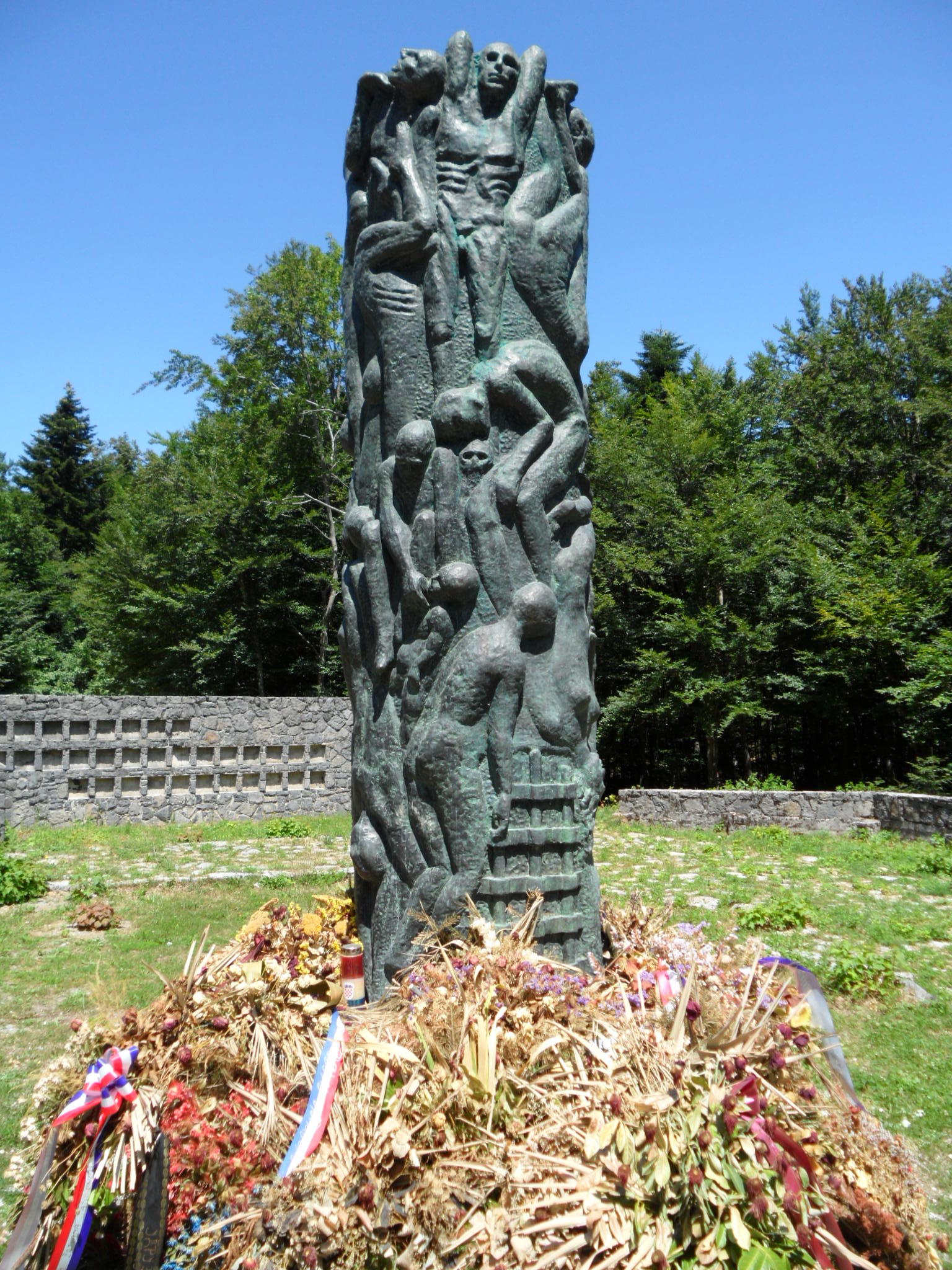
Monument voor de slachtoffers van Jadovno-Velebit

Het aantal doden is moeilijk vast te stellen omdat de Ustaša geen nauwkeurige administratie bijhielden, wat de Duitsers in hun kampen wel deden. De meeste gevangenen werden kort na aankomst, zonder registratie, naar een ravijn gebracht. Na de oorlog wilde de socialistische regering van Joegoslavië eenheid scheppen. Het onderzoeken van de onderlinge misdaden paste daar niet bij. Er was weinig openheid in de tijd van Josip Broz Tito, het ging erom Kroaten, Serviërs en moslims bijeen te houden en de tegenover elkaar gepleegde misdrijven niet te benoemen.
Franjo Lav, die in 1941 in Gospić woonde en later onderzoek deed, stelt dat er bijna 38.000 mensen omkwamen. Fikreta Butic komt tot dezelfde grootte-orde: 30.000-48.000. Een bron van de Ustaša noemt alleen voor augustus 1941 al 28.500 doden; door de verwachte komst van de Italianen was het aantal die maand hoog.
De Encyclopedie van Joegoslavië van 1960 geeft voor Jadovno een aantal van ten minste 35.000; de editie van 1971 stelde het aantal bij naar 72.000. Historici uit de jaren 1980-1999 geven schattingen variërend van 15.000 tot 48.000 doden.
Een onderzoek in 2007 door de Servische historicus Đuro Zatezalo komt, met gebruikmaking van 17 archieven, op een dodental van ruim 40.000. Het betrof 38.000 Serviërs, 2.000 Joden, 88 Kroaten en 27 overigen. Hiervan ongeveer 32.000 in Jadovno-Velebit en 8.000 op het eiland Pag. De namen van 10.502 geïdentificeerde slachtoffers zijn bekend, onder wie 1029 kinderen en 55 Servisch-orthodoxe priesters.
Het totaal aantal omgebrachte Servische priesters zou 73 bedragen, een derde van het aantal dat in het gebied van de NDH werkzaam was.
Een onderzoek in 2009 vanuit de database van het Museum van Genocide-slachtoffers in Belgrado, komt op een aantal slachtoffers van 15.300-15.900 (Gospić, Jadovno en Pag).
Volgens de Kroatische speleoloog Božićević ligt op de bodem van de Sara-put een laag botten van 4x6 meter en 1,35 meter dik. Volgens hem zou het aantal slachtoffers daarom minder bedragen dan enkele tienduizenden.

## Afloop
Na de oorlog werd het terrein van de kampen niet onderzocht. De ravijnen waarin lichamen lagen waren diep, van sommige werd de bodem in opdracht van de communistische autoriteiten van Joegoslavië bedekt met cement, aarde en takken.
Enkele plekken met botten van slachtoffers werden ontdekt en blootgelegd in de jaren '80, maar ze zijn waarschijnlijk niet allemaal gevonden. Door het achterwege blijven van systematisch onderzoek gedurende tientallen jaren na de oorlog, wordt het niet meer mogelijk geacht om het verschil tussen de lage en hoge schattingen van het aantal slachtoffers te verkleinen.
Herdenkingsbijeenkomsten worden sinds 2009 op 24 juni georganiseerd door de Servisch-nationale raad, vertegenwoordigers van de Joodse gemeenschap in Kroatië en plaatselijke anti-fascisten. Een monument werd in 1975 geplaatst maar in 1990 voorafgaand aan de Joegoslavische oorlogen vernield. Een replica werd in 2010 geplaatst maar was binnen 24 uur verdwenen.
De locatie van het Jadovno-kamp is wat moeilijk te vinden. Van het Slana-kamp op Pag resteert nog een stenen muur.
In juni 2011 werd te Banja Luka een Jadovno-conferentie gehouden, waar onderzoekers, overlevenden en nabestaanden presentaties hielden en informatie uitwisselden. Deelnemers waren Serviërs en Joden maar (vrijwel) geen Kroaten.